# Дмитерко Ганна
Га́нна (Анна, Гандзя) Дмите́рко, у шлюбі Ра́тич (9 лютого 1893, с. Підберізці Львівський повіт, нині Львівський район, Львівська область — 3 квітня 1981, Едісон, Нью-Джерсі, США) — українська педагогиня, громадська діячка, військовичка. Десятниця УСС, згодом УГА.

## Життєпис

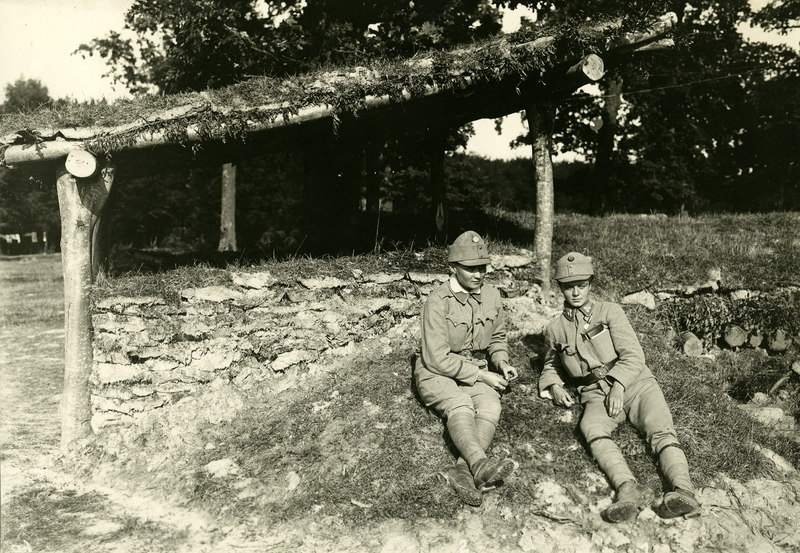
Софія Галечко та Ганна Дмитерко

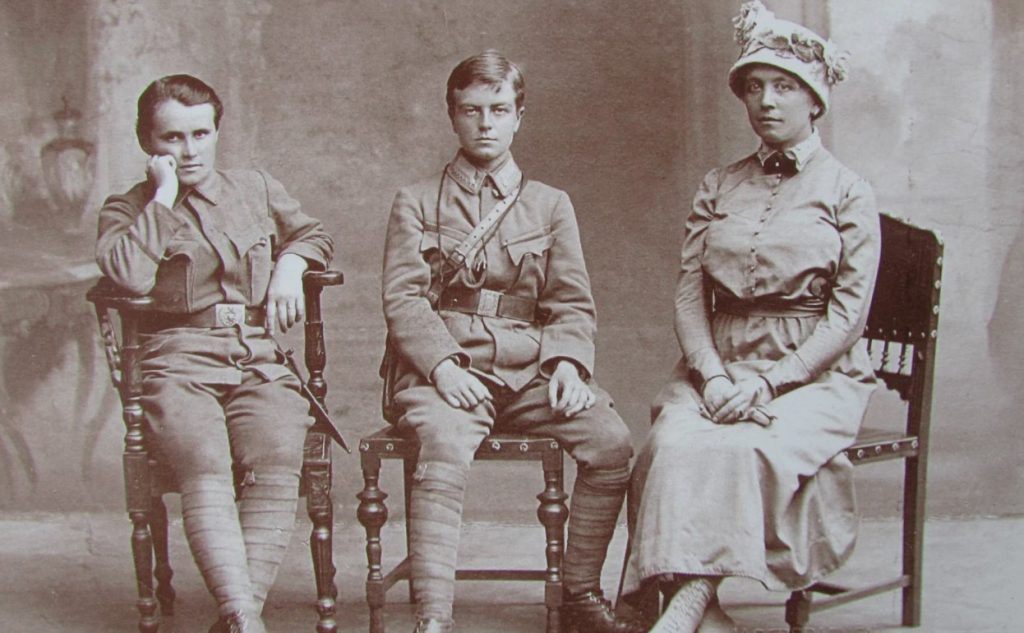
Ганна Дмитерко, Софія Галечко та Ольга Басараб. Відень, 1917

Ганна Дмитерко, не пізніше 1918.

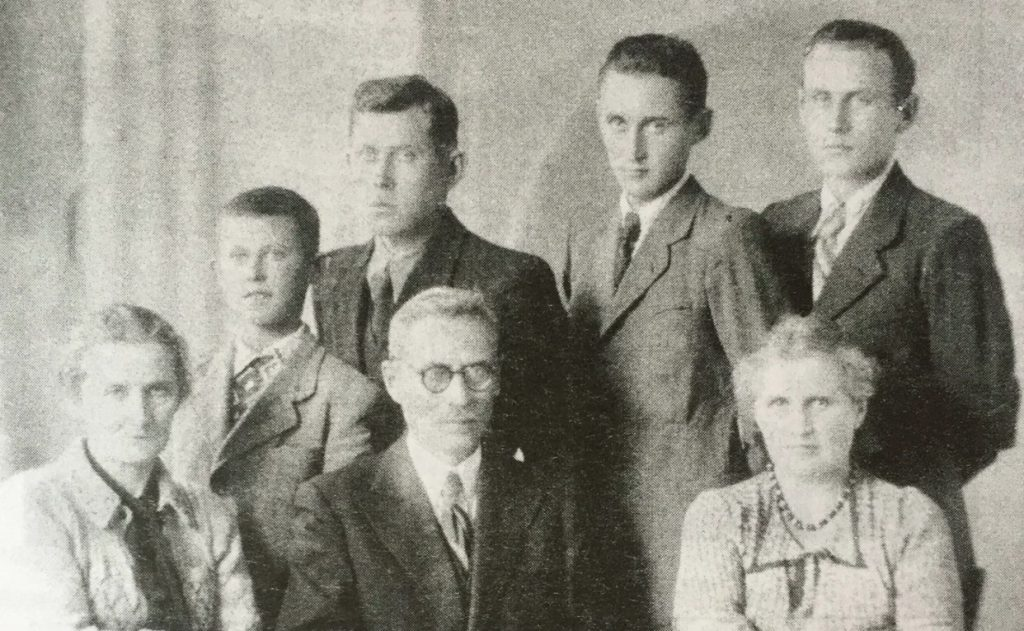
Зліва направо: Олена Степанів, Василь Ратич, Ганна Дмитерко (позаду сини Ганни Дмитерко). 1926.

Закінчила вчительську семінарію. Брала активну участь у довоєнних товариствах «Пласт» і «Січові стрільці».
У Легіоні Українських січових стрільців перебувала від серпня 1914 року як сестра милосердя в стрілецькому шпиталі. Упродовж травня — вересня 1915 року служила в курені Григорія Коссака. Брала участь у боях під Лисовичами та над Стрипою. Згодом перебувала при інтендантурі в Коші, у 1918—1920 роках — при допоміжній службі в бригаді УСС.
Після Першої світової війни працювала вчителькою. Далі перебувала в еміграції в США, де вела педагогічну діяльність.
У бригаді УСС Ганна Дмитерко познайомилася з вістуном УСС Василем Ратичем. 1919 року обвінчалася у церкві села Лісники (нині Бережанського району Тернопільської області). Народила чотирьох синів: Любомир, Олег, Володар і Ростислав. Олег і Володар в Другу світову служили у першій Українській дивізії, бились під Бродами. У липні 1944 Володар, який був воєнним кореспондентом, загинув під Бродами.
Була почесною членкинею Братства Українських Січових Стрільців, Спілки Бувших Вояків України, опікувалася «Пластом». Працювала в Союзі українок Америки.
За два місяці до смерті Ганна Дмитерко-Ратич зазначила: 
| Подвиг жінки-українки в долі нашого народу став історичною традицією. Вона бере початок ще від великої княгині Ольги. Впродовж століть жінка-українка зберігала в собі прагнення до волі, яке поєднувалося з почуттям високої гідності й відповідальності за щастя рідного народу. |
Після смерті Ганни Дмитерко-Ратич одну з філій «Союзу Українок Америки» названо її іменем. Олена Степанів писала:
| Гандзя Дмитерко була взірцем для всіх жінок. Це була прекрасна дружина, ніжна мати. Добра і чуйна порадниця і невтомна трудівниця. Але найголовніше — вона залишилась українською патріоткою. |